# Ampudia
Ampudia es un municipio y localidad española de la provincia de Palencia, en la comunidad autónoma de Castilla y León. Cuenta con una población de 579 habitantes (INE 2024).

## Geografía
El municipio de Ampudia comprende las localidades de:
- Ampudia
- Dehesilla
- Esquileo de Abajo
- Esquileo de Arriba. Despoblado
- Monte la Torre
- Rayaces
- Valdebustos. Despoblado
- Valoria del Alcor

## Historia
Villa que fue sede episcopal y hubo en ella un convento de Templarios, otro de Agustinos y otro de monjas Claras.
Su historia se remonta a la Alta Edad Media y va ligada a los Rojas desde Sancho de Rojas a Francisco de Sandoval y Rojas con el que se crea el Condado de Ampudia.
Sancho de Rojas, obispo de Palencia y arzobispo de Toledo, dona a su sobrino Pedro García de Herrera y Rojas, señor de Salvatierra, el feudo de Fuent Pudia a principio del siglo XV. Este consiguió del rey Juan II privilegio para instituir mayorazgo con la villa. Su hijo, Pedro García López de Ayala colocará los escudos de Herrera, Ayala y Rojas en el pórtico del castillo.
Sebastián Miñano lo describe a principios del siglo XIX como villa de señorío en el partido de Campos, Abadía Mitrada exenta Nullius dioecesis, con alcalde mayor, 1 cabildo de la colegiata, a la que está unido la parroquia, 3 ermitas, 1 convento de Gilitos, 1 hospital, 1 pósito, 1 castillo antiguo con un balcón, desde el cual se descubre casi todo el campo; 500 vecinos, 2168 habitantes.
A la caída del Antiguo Régimen la localidad se constituye en municipio constitucional en el partido de Palencia, que en el censo de 1842 contaba con 353 hogares y 1836 vecinos. En la década de los setenta del siglo XX el municipio crece al incorporar a Valoria del Alcor.
Parte de las escenas de exteriores de la película El Cid (1961), dirigida por el estadounidense Anthony Mann y con la actuación en los papeles principales de Charlton Heston y Sophia Loren, fueron rodadas en el municipio.
El núcleo urbano fue declarado conjunto histórico-artístico en 1965 gracias a su gran atractivo y a sus calles porticadas.

## Demografía
Cuenta con una población de 579 habitantes (INE 2024).
| Gráfica de evolución demográfica de Ampudia entre 1842 y 2021 |
| |
| Población de derecho según los censos de población del INE Población de hecho según los censos de población del INEEntre el censo de 1981 y el anterior, crece el término del municipio porque incorpora a 34194 (Valoria del Alcor) |

## Patrimonio

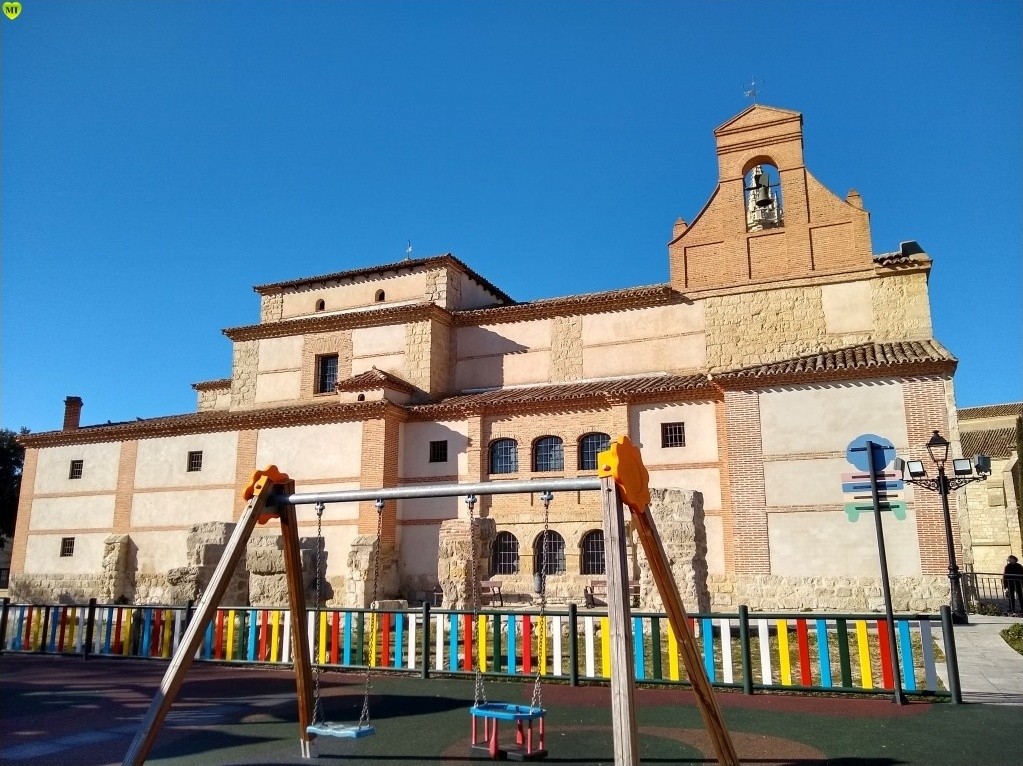
Museo de Arte Sacro

- Castillo de Ampudia: edificación militar y residencial del siglo XV, que durante el siglo XVII perteneció al Duque de Lerma. Hoy día es de propiedad privada y alberga la Colección Eugenio Fontaneda, con restos de arqueología de la zona, armas, juguetes antiguos, etc.
- Colegiata de San Miguel: templo gótico-renacentista del siglo XVI, con imponente torre llamada por los lugareños la Giralda de Campos.
- Museo de Arte Sacro: situado en el antiguo convento de San Francisco, fundado en el siglo XVII por el duque de Lerma,                 expone tallas, pinturas y documentos de diversas épocas.
- Monasterio de Nuestra Señora de Alconada: en las inmediaciones del pueblo, habitado por una comunidad de monjas cistercienses.
- Ermita de Santiago, junto al castillo.

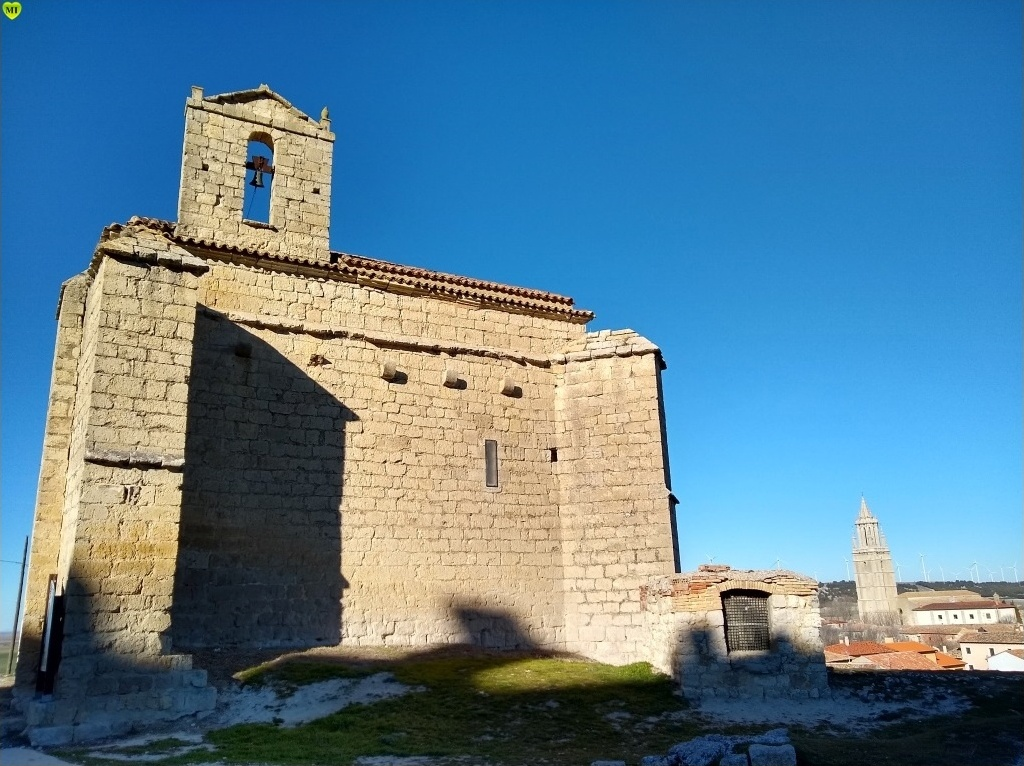
Ermita de Santiago

### Conjunto histórico

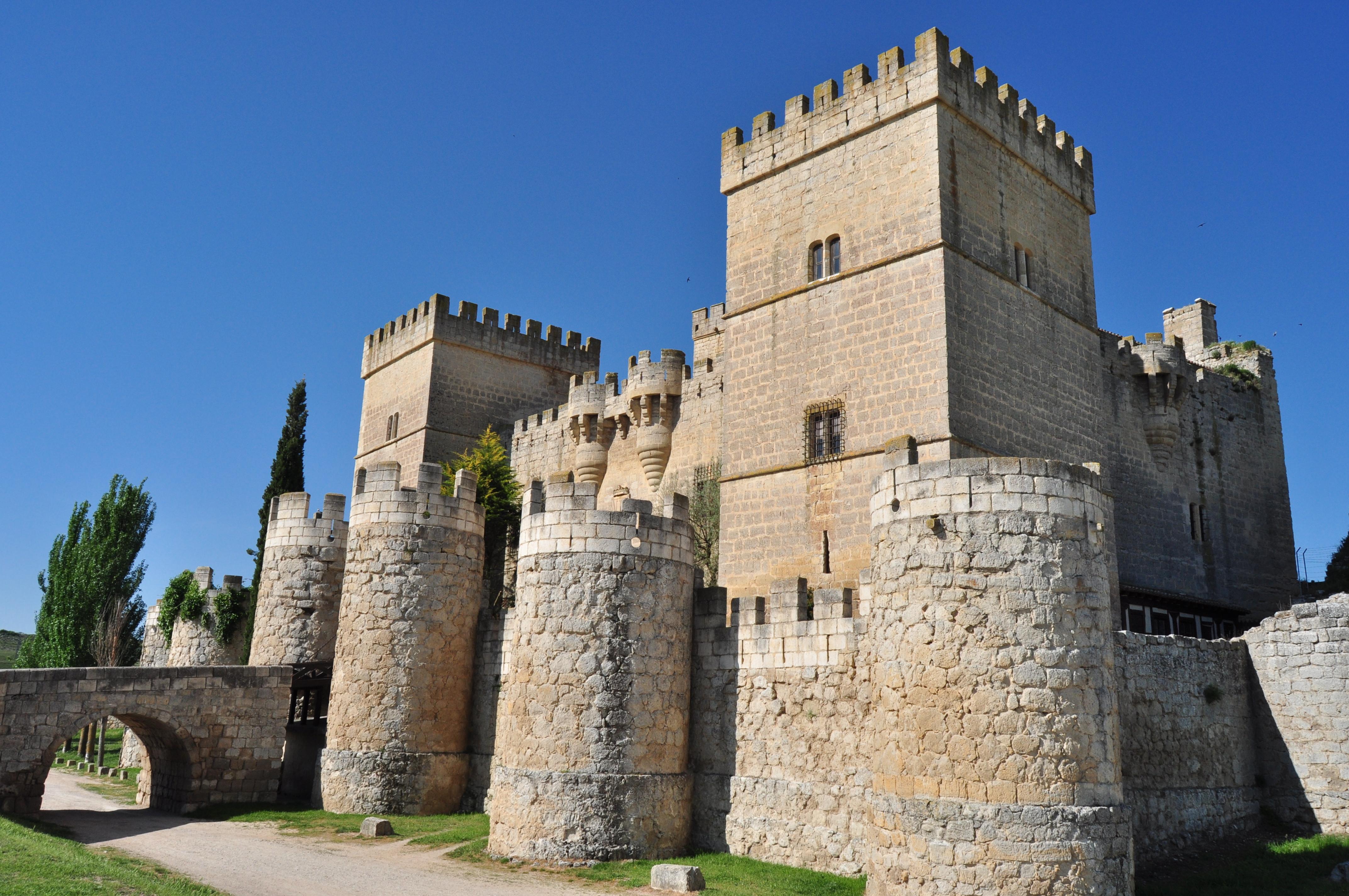
Vista del castillo de Ampudia

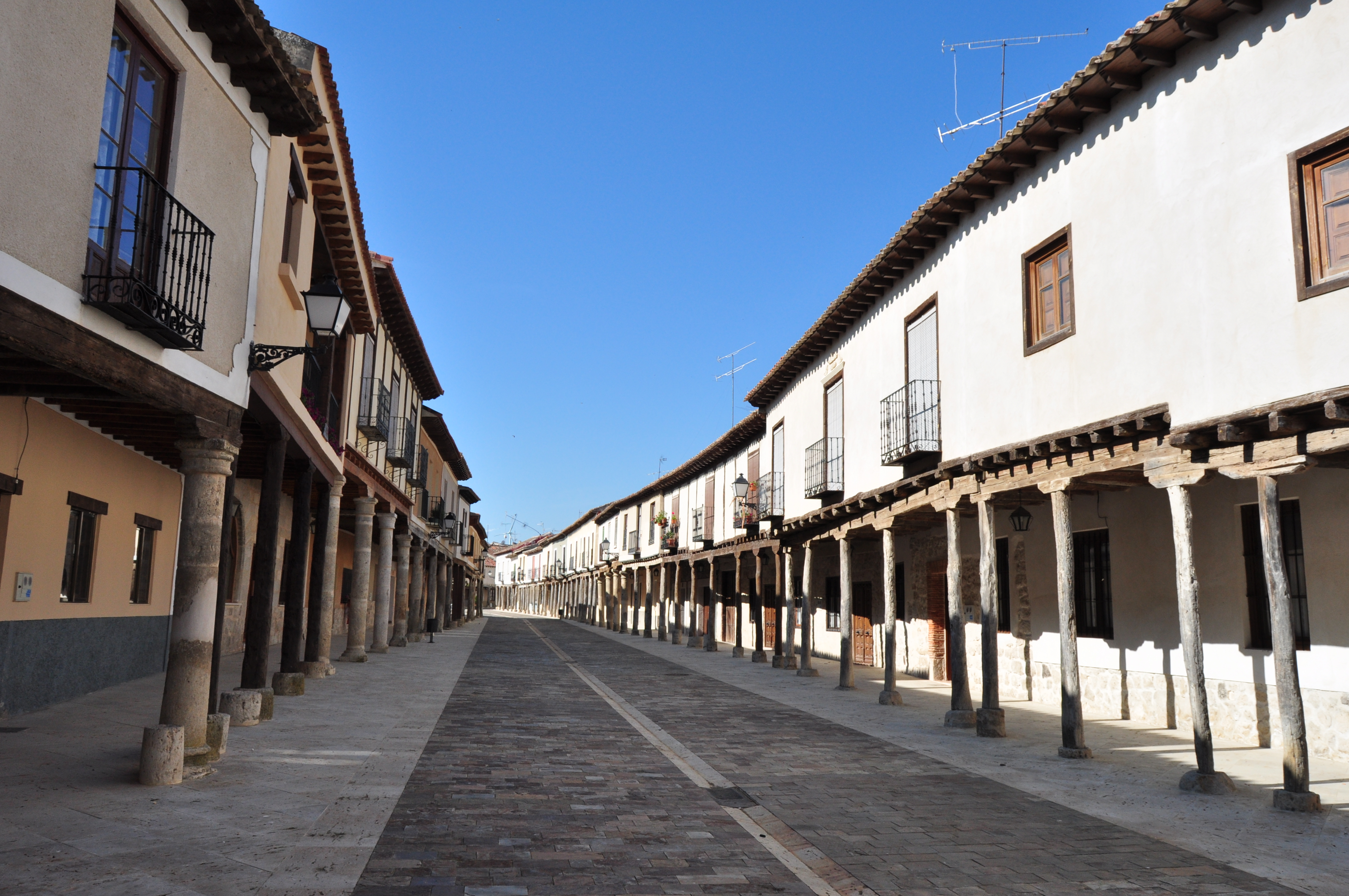
Calle porticada

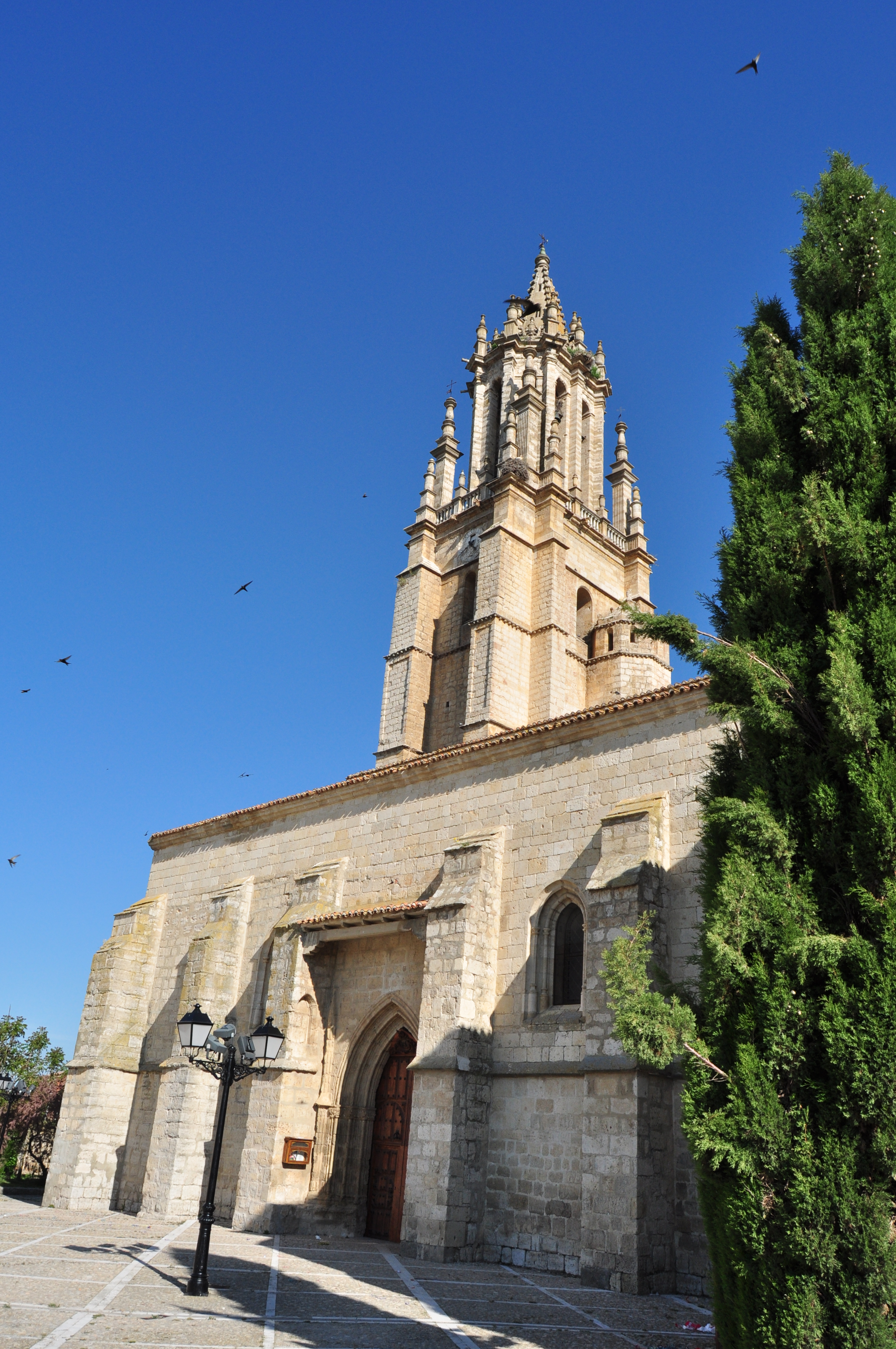
Colegiata de Ampudia

La villa de Ampudia presenta un trazado urbano característico de las villas de época bajomedieval, con una morfología urbana caracterizada por la presencia de un recinto fortificado que protegía la población, constituido por el castillo y la muralla, de la que se conservan restos que permiten seguir parcialmente su desarrollo, como dos cubos de mampostería en la carretera de Valoria del Alcor. La presencia del castillo, en una altura próxima al casco urbano, pero al mismo tiempo separado por su propia muralla y un espacio vacío, responden a una configuración urbana medieval propia de un lugar de señorío en la que el castillo, es a la vez elemento defensivo frente al exterior y símbolo de jurisdicción interior. 
La villa se articula en torno a dos hitos definidores, por un lado el castillo y por otro la colegiata de San Miguel, que definen Ampudia como un típico ejemplo de estructura urbana medieval-bipolar. 
La colegiata de San Miguel, constituye el foco polarizador del urbanismo de Ampudia, tanto en planta como en volumen. En planta por cuanto que la iglesia con sus tres grandes naves, unida a la plaza que la precede, constituye un centro regulador del trazado urbano, complementado por la existencia de otros edificios de carácter monástico y religioso como el convento de San Francisco y la ermita de la Cruz, configurando así un área urbana definida por la función religiosa. Lo mismo sucede en volumen, donde la silueta de su torre, conocida como la «Giralda» de Tierra de Campos constituye un elemento focal de la definición urbana de la villa. 
En el inicio del siglo XVII, Felipe III a instancias del duque de Lerma, concede a la villa mercado franco en los viernes y la celebración de feria franca del 8 al 15 de septiembre, lo que convierte a Ampudia en un importante centro de mercado. 
De la pujanza comercial de la villa, es reflejo su entramado urbano, caracterizado por un viario de tipo regular definido por una serie de calles principales, de considerable anchura, que atraviesan el caserío de parte a parte. La presencia de estas calles cabe atribuirla al origen de la población como encrucijada de caminos en este valle de Tierra de Campos. Otras calles en las proximidades del castillo, más estrechas y sinuosas, hablan de la existencia de una población de ascendencia judía. 

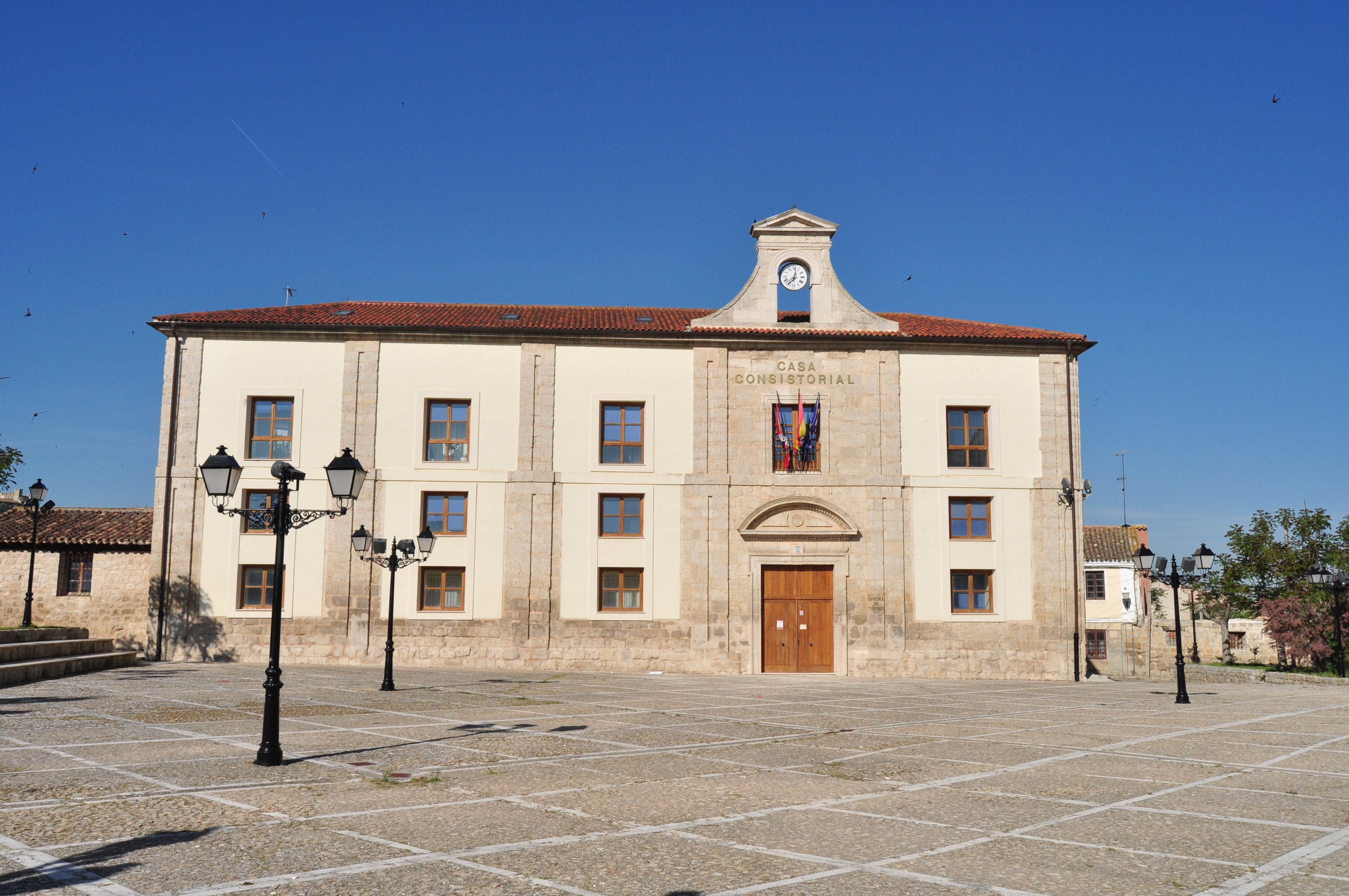
Casa consistorial

Pero, son los soportales el conjunto que consagra la identidad de la villa, y constituyen un relevante ejemplo de arquitectura tradicional castellana. 
Concentradas en las calles Corredera y Ontiveros, se han preservado con escasas alteraciones un conjunto de casas porticadas, se trata de viviendas de dos alturas, construidas con un entramado de madera y muros de adobe y cuya parte baja presenta un soportal organizado mediante pies derechos aislados del suelo por una basa de piedra, que reciben los esfuerzos a través de zapatas de madera. 
El 11 de noviembre de 2010, el Consejo de Gobierno de la Junta de Castilla y León declaró la Villa de Ampudia Bien de Interés Cultural con categoría de conjunto histórico y acordó la adecuación de los BIC Colegiata de Ampudia y Castillo de Ampudia, en las categorías de monumentos delimitando su entorno de protección.
Ampudia forma parte de la Asociación Los Pueblos más Bonitos de España desde enero de 2024.
El conjunto histórico está delimitado por: cruce carretera Valoria del Alcor con el camino del castillo, límite sur de la parcela 24171 hasta el paseo San Martín. Avenida de Valladolid. C/La Escaba. Lindes este de las manzanas 22333, 21214 y 21201 hasta Costanilla de Santiago. Trasera del castillo. Camino de acceso al castillo hasta punto de inicio.

## Festividades
- Nuestra Señora de Alconada: 8 de septiembre.
- San Miguel Arcángel: 29 de septiembre.